# Felipe Fernández-Armesto
Felipe Fernández-Armesto (ur. 1950 w Londynie) – brytyjski historyk oraz autor publikacji popularyzujących historię. Profesor w Queen Mary College Uniwersytetu Londyńskiego oraz University of Notre Dame.

## Niektóre publikacje
- The Spanish Armada (1990)
- Millennium: A History of Our Last Thousand Years (1995, wyd. polskie Millennium, Zysk i S-ka 1997)
- Reformation: Christianity & the World 1500 - 2000 (1996) (z Derekiem Wilsonem)
- Truth: A History and a Guide for the Perplexed (1997, wyd. polskie Historia prawdy, Zysk i S-ka 1997)
- Civilizations (2000, wyd. polskie Cywilizacje: kultura, ambicje i przekształcanie natury, PWN 2008)
- Food: A History (2001, wyd. polskie Wokół tysiąca stołów czyli Historia jedzenia, Twój Styl 2003)
- The Americas (2003)
- Ideas That Changed the World (2003)
- Humankind: A brief History (2004, wyd. polskie Więc myślisz, że jesteś człowiekiem?: krótka historia ludzkości, Rebis 2006)
- Pathfinders: a Global History of Exploration (2006)
- The World: A Global History (2007)
- 1492. The Year the World Began (2009)